# 보르지기트 키샨
보르지기트 키샨(만주어: ᠪᠣᡵᠵᡳᡤᡳᡨ
ᡴᡳᡧᠠᠨ, 한국 한자: 博爾濟吉特 琦善 박이제길특 기선: 1786년 1월 18일-1854년 8월 3일)은 청나라의 정치인이다. 몽골계 귀족이지만 팔기군 출신성분은 만주정황기 출신이다. 제1차 아편전쟁 당시 해임당한 임칙서의 후임으로 유명하다.